# Idris cteatus
Idris cteatus är en stekelart som först beskrevs av Walker 1839.  Idris cteatus ingår i släktet Idris och familjen Scelionidae. Inga underarter finns listade i Catalogue of Life.